# Weiße Ernz
Die Weiße Ernz ist ein 27,6 km langer Bach im Großherzogtum Luxemburg und ein rechter Zufluss der  Sauer

## Name
Der Fluss wird in den Jahren 876–77 als Arantia erstmals schriftlich erwähnt. Möglicherweise liegt dem Namen die urindogermanische Wurzel *h²er- für 'sich (zusammen)fügen' zu Grunde.

## Geographie

### Verlauf
Die Weiße Ern entsteht durch den Zusammenfluss von linkem Réngelbaach und rechtem Schetzelbaach südöstlich und oberhalb des Ortsteils Eisenborn der Gemeinde  Junglinster auf einer Höhe von 319 m über NHN. Sie durchfließt Gebiete der Gemeinden Junglinster, Fischbach, Fels, von Medernach und Ermsdorf in der Ernztalgemeinde und der Gemeinde Reisdorf. Dort mündet sie nach 27,6 km langem, etwa nordnordöstlichem Lauf von rechts in die Sauer.

### Zuflüsse
- Schetzelbach (rechter Quellbach, Hauptstrang)
- Réngelbaach  (linker Quellbach, Nebenstrang)
- Wäissbaach (links)
- Wisebaach (links)
- Leembaach (links)
- Wisbech (rechts)
- Lernzerbaach (links)
- Manzebaach (links)
- Ousterbur (links)
- Raatelbaach (links)
- Halsbaach (rechts)
- Deifebaach (links)
- Ruebisbaach (links)
- Brücherbaach (links)
- Keiwelsbaach (links)
- Kriibsebaach (rechts)
- Alebaach (rechts)